# میکایلا استراچان
مایکلا اولین آن استراکان (‎/strækən/‎، متولد ۷ آوریل ۱۹۶۶) یک مجری تلویزیون انگلیسی است. او بیشتر به خاطر کارش با سریال‌های حیات وحش مانند نمایش واقعاً وحشی و ساعت بهار شناخته می‌شود. او در آفریقای جنوبی زندگی می‌کند.
در ۷ آوریل ۱۹۶۶ در ایول، ساری متولد شد استراکان در هینچلی وود بزرگ شد و در مدرسه چادزورث استیج، سپس مدرسه فن کورت کلرمونت، هر دو در اشر شرکت کرد. او در نوجوانی از بی اشتهایی رنج می‌برد. بعدها، زمانی که در ArtsEd لندن بود، برای مدت کوتاهی به عنوان یک بانوی آوون و به عنوان یک کیسوگرام مشغول به کار شد.

## زندگی شخصی
استراکان در سال ۱۹۹۶ با فیلمساز دانکن چارد ازدواج کرد، اما پنج سال بعد از هم جدا شدند. در ۸ ژوئن ۲۰۰۵، او یک پسر اولیور از شریک زندگی خود نیک شوالیه به دنیا آورد.
او به فیل‌ها حساسیت دارد.
در سال ۲۰۱۴، او اظهار داشت که پس از تشخیص سرطان سینه، ماستکتومی دوبل و جراحی ترمیمی انجام داده است.